# ماتی یاروینن
ماتی یاروینن (فنلاندی: Matti Järvinen؛ ۱۸ فوریه ۱۹۰۹ – ۲۲ ژوئیه ۱۹۸۵) پرتاب‌گر نیزه اهل فنلاند بود.
وی در مسابقات کشوری و بین‌المللی در مجموع برندهٔ ۳ مدال طلا شده‌است.